# ВАЗ-1117
ВАЗ-1117 «Калина» - малолітражний автомобіль російської компанії ВАТ АвтоВАЗ сімейства «Калина». Дана модель має кузов універсал, яка випускається з 2007 року.

## Історія
ВАЗ-1117 почав випускатися з кінця 2007 року, на рік пізніше моделі ВАЗ-1118, який був останнім у першому поколінні сімейства «Калина».

## Характеристики
Двигун оснащений системою електронного управління вприскуванням палива і запалюванням. Сам автомобіль розрахований на 5 чоловік. За бажанням можна скласти задні сидіння, якщо в салоні потрібно більше місця. В порівнянні з сімейством «Самара» ВАЗ-1117 більш пристосований до їзди по місту.